# Salvatore Lanna
Salvatore Lanna (Carpi, 31 juli 1976) is een Italiaanse voetballer (verdediger) die sinds 2010 voor de Italiaanse derdeklasser AC Reggiana uitkomt. Voordien speelde hij onder andere voor Chievo Verona en Torino FC.
In 2002 werd hij door toenmalig bondscoach Giovanni Trapattoni tweemaal opgeroepen voor de nationale ploeg, maar Lanna kwam niet aan spelen toe.

## Carrière
| seizoen   | club           | land   | competitie        | wed. | goals |
| --------- | -------------- | ------ | ----------------- | ---- | ----- |
| -1992     | AC Carpi       | Italië | jeugd             |      |       |
| 1992-1993 | AC Carpi       | Italië | Serie C1          | 0    | 0     |
| 1993-1995 | Reggina Calcio | Italië | Serie C1          | 6    | 0     |
| 1995-1996 | AC Carpi       | Italië | Serie C1          | 30   | 0     |
| 1996-2007 | Chievo Verona  | Italië | Serie B/Serie A   | 312  | 6     |
| 2007-2008 | Torino FC      | Italië | Serie A           | 29   | 1     |
| 2008-2010 | Bologna FC     | Italië | Serie A           | 55   | 0     |
| 2010-...* | AC Reggiana    | Italië | Prima Divisione A | 2    | 0     |

 * = Laatst bijgewerkt op 22 nov 2010